# Nordischer Fichtenborkenkäfer
Der Nordische Fichtenborkenkäfer (Ips duplicatus) ist eine Käferart aus der Unterfamilie der Borkenkäfer (Scolytinae). Er gilt als ein bedeutender Forstschädling.

## Merkmale
Der Nordische Fichtenborkenkäfer ähnelt in der Gestalt den anderen Vertretern der Gattung Ips. Er ist nur an folgenden Merkmalen sicher unterscheidbar: An dem abrupt schief abfallenden, hinteren Abschnitt der Flügeldecken (Absturz genannt) ist der eingedrückte Teil seifig glänzend, nicht lackglänzend. Auf der erhabenen Kante seitlich davon sitzen jederseits vier Zähne, deren mittlere beide (Suturalzähnchen) näher zueinander stehen als zum zweiten Zahn (beim sehr ähnlichen Buchdrucker, mit dem er oft gemeinsam auf Fichte vorkommt, ist ihr Abstand zueinander deutlich größer).

## Verbreitung
Die Art ist paläarktisch verbreitet, von Skandinavien über Nordosteuropa bis Nordasien. Mitteleuropäische Nachweise gibt es aus Deutschland, Nord-Österreich, der Schweiz, der Slowakei, Tschechien und Polen. Östlich liegen Nachweise bis in die Innere Mongolei (China) vor. Die östlichen Populationen weisen gewisse genetische Unterschiede auf, außerdem sind ihre Aggregationspheromone etwas anders zusammengesetzt.

## Geschichte
Die Erstbeschreibung des Nordischen Fichtenborkenkäfers wurde 1836 von Carl Reinhold Sahlberg verfasst. Ursprünglich stammt der Käfer aus nordischen Ländern. Seit 2018 gilt der Käfer in Österreich als flächendeckend verbreitet. In Deutschland gab es 1923 und 1950 Einzelfunde des Käfers und weitere Verbreitung im Jahr 2018. 2019 wurde er auch in der Schweiz nachgewiesen.

## Biologie
Der Nordische Fichtenborkenkäfer ist mit durchschnittlich drei bis vier Millimetern etwas kleiner als der Buchdrucker, dessen Lebensweise ähnlich ist. Der Käfer kommt in Lebensgemeinschaft mit dem Buchdrucker vor; allerdings besiedelt er vorzugsweise „dünnrindigere“ Stammbereiche von Fichten. Als „nordische Art“ entwickelt er bei geringeren Temperaturen als der Buchdrucker mehrere Generationen.
In Bayern spielt der Nordische Fichtenborkenkäfer aktuell eine untergeordnete Rolle. Seine Bekämpfung erfolgt – wie auch bei Buchdrucker und Kupferstecher – durch "saubere Waldwirtschaft". Eckpunkte sind dabei eine regelmäßige, gründliche Befallsuche, die zügige Aufarbeitung befallener Fichten bzw. eine zügige Holzabfuhr vor dem Ausflug der Käfer. Man kann davon ausgehen, dass der Nordische Fichtenborkenkäfer in der Vergangenheit bereits zusammen mit den beiden "altbekannten Arten" Buchdrucker und Kupferstecher bekämpft worden ist.